# Pevná látka

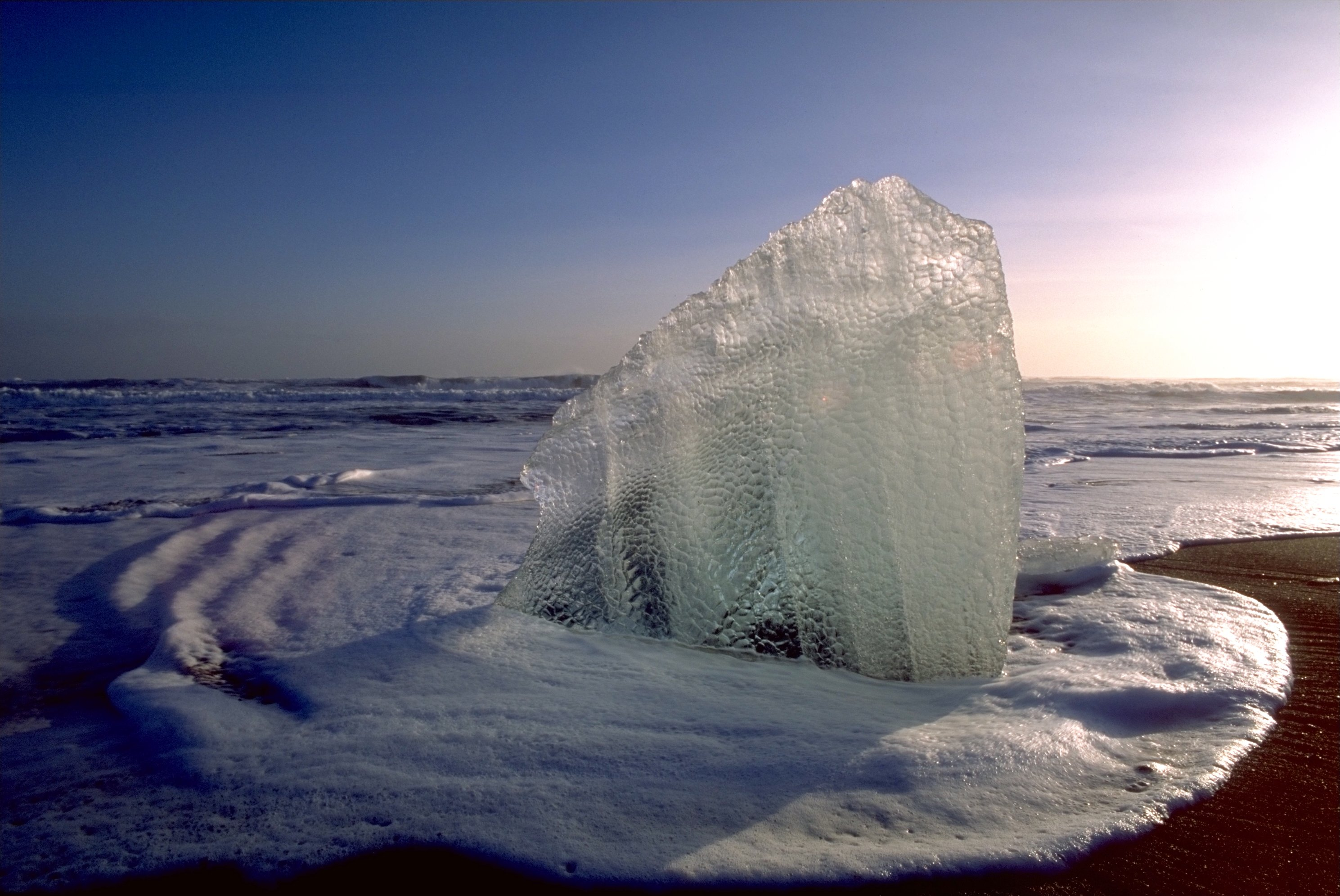
Led je voda v pevném stavu

Pevná látka je jedno ze skupenství látek, při kterém jsou částice látky vázány ve svých „pevných“ polohách, kolem kterých kmitají.
Kinetická energie neuspořádaného pohybu částic (molekul nebo atomů) je menší než potenciální energie odpovídající molekulovým přitažlivým silám. Částice se vzájemně udržují v určitých rovnovážných polohách, kolem kterých vykonávají kmitavý pohyb. Na rozdíl od tekutin se tyto rovnovážné polohy nepřemísťují. Atomy nebo molekuly jsou tedy poměrně pevně vázány, např. v krystalové mřížce.

## Rozdělení pevných látek
Podle uspořádání částic se pevné látky dělí na dvě odlišné skupiny
- Krystalické látky (krystaly) – atomy nebo molekuly, ze kterých jsou krystaly složeny, v nich vytváří pravidelné struktury. Obecně jsou krystaly anizotropní, tj. jejich vlastnosti, např. pevnost, elektrická vodivost nebo index lomu světla, závisí na směru.
- Amorfní (beztvaré) látky – nemají krystalickou strukturu a proto jsou izotropní.

## Vlastnosti
Mezi vnější projevy pevných látek patří:
- tělesa z pevných látek drží svůj tvar, ke změně tohoto tvaru je třeba na těleso působit silou
- tělesa z pevných látek mají svůj objem
- elektrický proud ve vodivých pevných látkách je způsoben elektrony, popřípadě ionty
- teplo se v pevných látkách nemůže šířit prouděním, ale pouze vedením

Rozdílné vlastnosti amorfní a krystalické látky se projevují např. při tání.